# Rennellfluiter
De rennellfluiter (Pachycephala feminina) is een zangvogel uit de familie Pachycephalidae (dikkoppen en fluiters).

## Verspreiding en leefgebied
Deze vogel is een endemische vogelsoort op het eiland Rennell in het zuidoosten van de Salomonseilanden.

## Status
De grootte van de populatie is in 2019 geschat op 6000-15000 volwassen vogels. Het verspreidingsgebied is klein en de aantallen nemen af door habitatverlies. Op de Rode lijst van de IUCN heeft deze soort daarom de status gevoelig.